# Saint-Vincent-de-Reins
Pour les articles homonymes, voir Saint-Vincent.
Saint-Vincent-de-Reins [sɛ̃ vɛ̃sɑ̃ də ʁɛ̃s] est une commune française, située dans le département du Rhône en région Auvergne-Rhône-Alpes. Ses habitants sont les Saint-Vincentais.

## Géographie
Saint-Vincent-de-Reins est une commune appartenant au département du Rhône et situé au nord de Lyon, dans l'arrondissement de Villefranche-sur-Saône. La commune rurale se trouve dans le canton de Thizy-les-Bourgs. Elle se situe à une dizaine de kilomètres du lac des Sapins (Cublize).
Son relief est très vallonné et la commune est traversée par le Reins, affluent de la Loire.

### Climat
Pour des articles plus généraux, voir Climat d'Auvergne-Rhône-Alpes et Climat du Rhône.
En 2010, le climat de la commune est de type climat des marges montargnardes, selon une étude du Centre national de la recherche scientifique s'appuyant sur une série de données couvrant la période 1971-2000. En 2020, Météo-France publie une typologie des climats de la France métropolitaine dans laquelle la commune est exposée à un climat de montagne ou de marges de montagne et est dans la région climatique  Nord-est du Massif Central, caractérisée par une pluviométrie annuelle de 800 à 1 200 mm, bien répartie dans l’année. 
Pour la période 1971-2000, la température annuelle moyenne est de 9,4 °C, avec une amplitude thermique annuelle de 16,7 °C. Le cumul annuel moyen de précipitations est de 1 010 mm, avec 11,4 jours de précipitations en janvier et 8 jours en juillet. Pour la période 1991-2020, la température moyenne annuelle observée sur la station météorologique de Météo-France la plus proche, « Saint-Cyr-Chatoux », sur la commune de Saint-Cyr-le-Chatoux à 14 km à vol d'oiseau, est de 10,7 °C et le cumul annuel moyen de précipitations est de 959,9 mm,. Pour l'avenir, les paramètres climatiques de la commune estimés pour 2050 selon différents scénarios d'émission de gaz à effet de serre sont consultables sur un site dédié publié par Météo-France en novembre 2022.

## Urbanisme

### Typologie
Au 1er janvier 2024, Saint-Vincent-de-Reins est catégorisée commune rurale à habitat dispersé, selon la nouvelle grille communale de densité à sept niveaux définie par l'Insee en 2022.
Elle est située hors unité urbaine et hors attraction des villes,.

### Occupation des sols

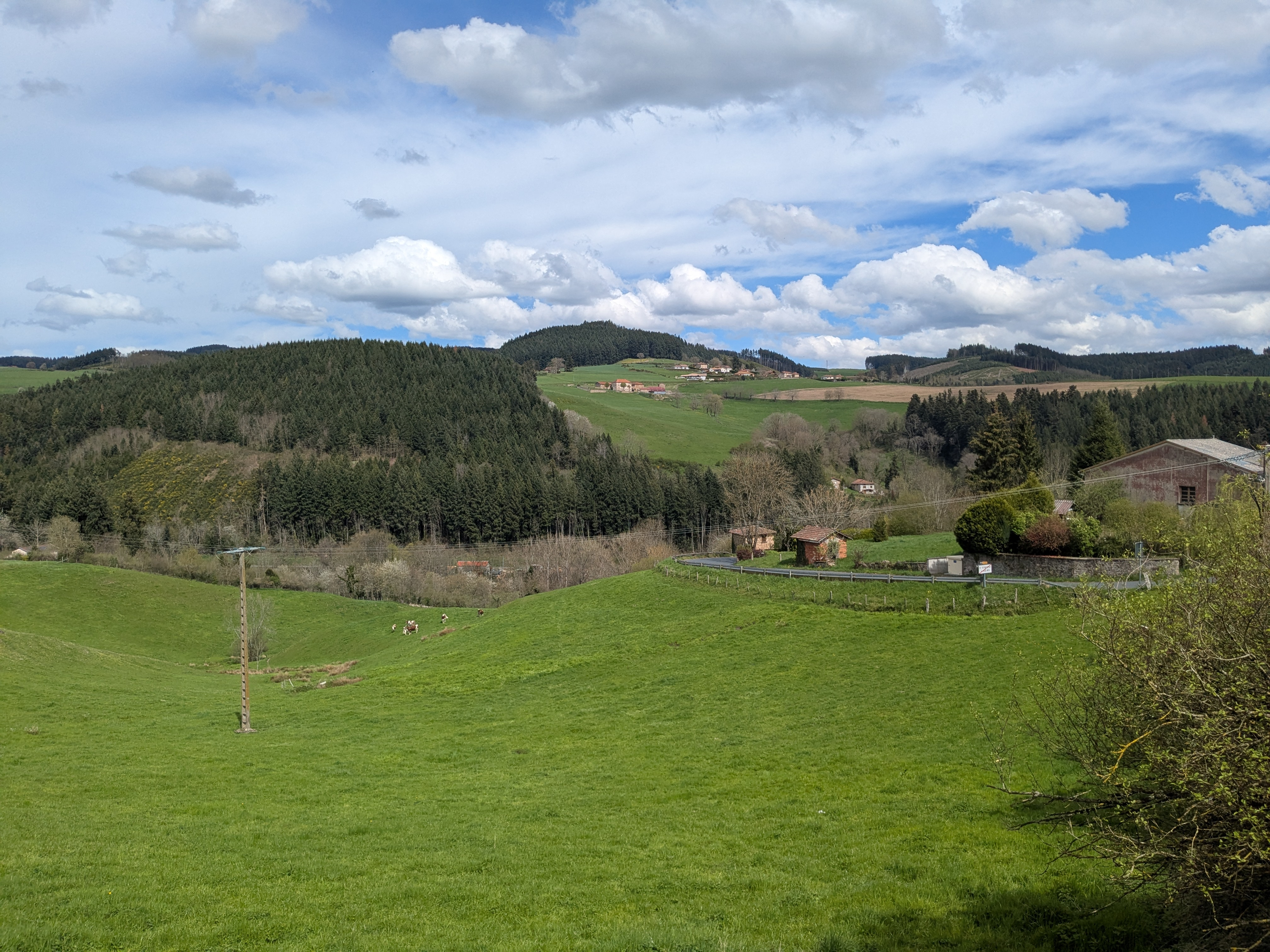
Paysage de Saint-Vincent-de-Reins, entre forêts et prairies.

L'occupation des sols de la commune, telle qu'elle ressort de la base de données européenne d’occupation biophysique des sols Corine Land Cover (CLC), est marquée par l'importance des territoires agricoles (48,4 % en 2018), une proportion sensiblement équivalente à celle de 1990 (48,8 %). La répartition détaillée en 2018 est la suivante : 
forêts (43,8 %), prairies (35,5 %), zones agricoles hétérogènes (13 %), milieux à végétation arbustive et/ou herbacée (3,9 %), zones urbanisées (2 %), zones industrielles ou commerciales et réseaux de communication (1,8 %). L'évolution de l’occupation des sols de la commune et de ses infrastructures peut être observée sur les différentes représentations cartographiques du territoire : la carte de Cassini (XVIIIe siècle), la carte d'état-major (1820-1866) et les cartes ou photos aériennes de l'IGN pour la période actuelle (1950 à aujourd'hui).

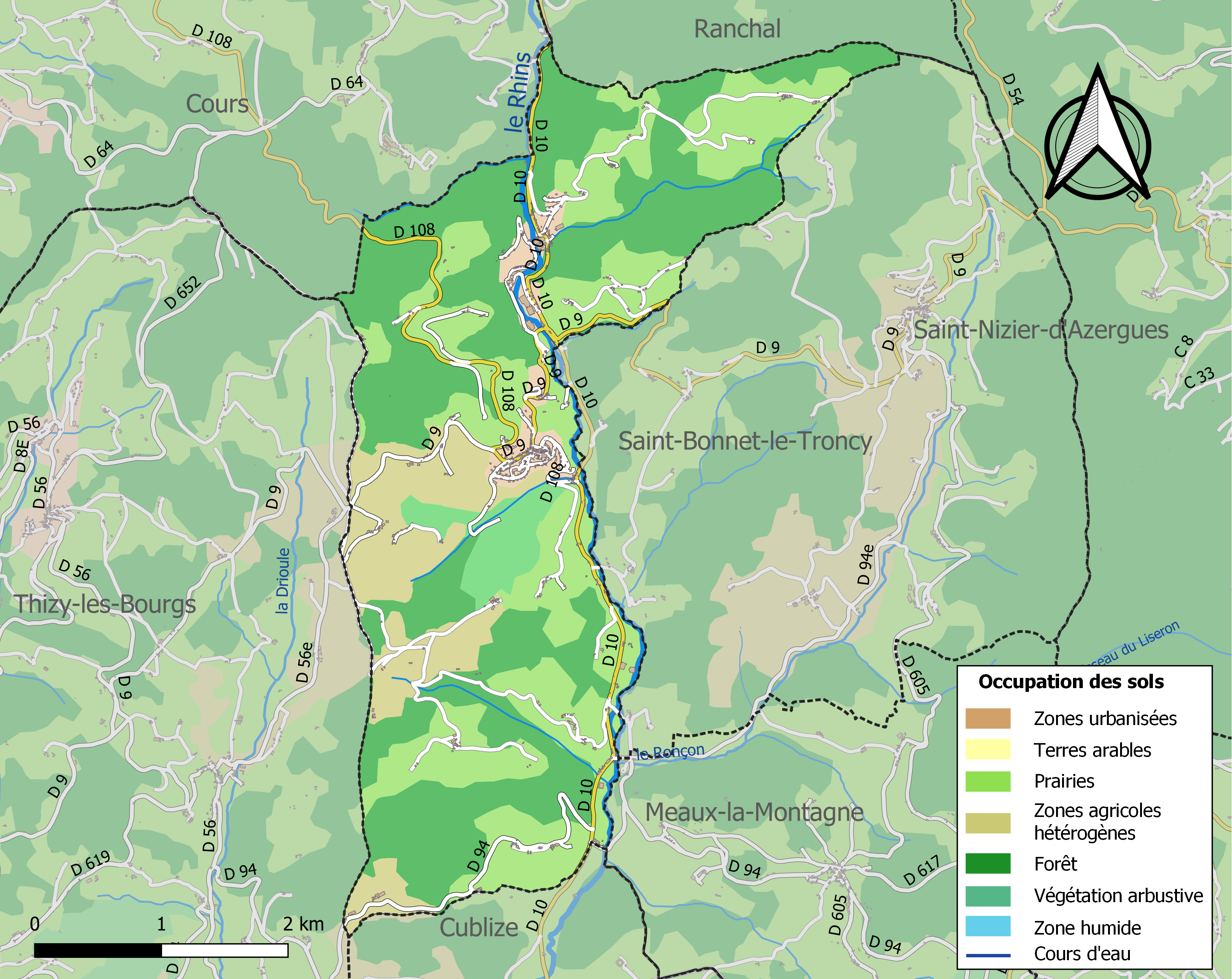
Carte des infrastructures et de l'occupation des sols de la commune en 2018 (CLC).

## Histoire
À la suite de la Guerre de Sécession (1860 - 1864), le prix du coton augmenta très fortement et très rapidement. Les usines de la commune fermèrent donc, obligeant les employés à aller travailler dans les villages alentour. Depuis cette période, la population baisse chaque année.

## Politique et administration

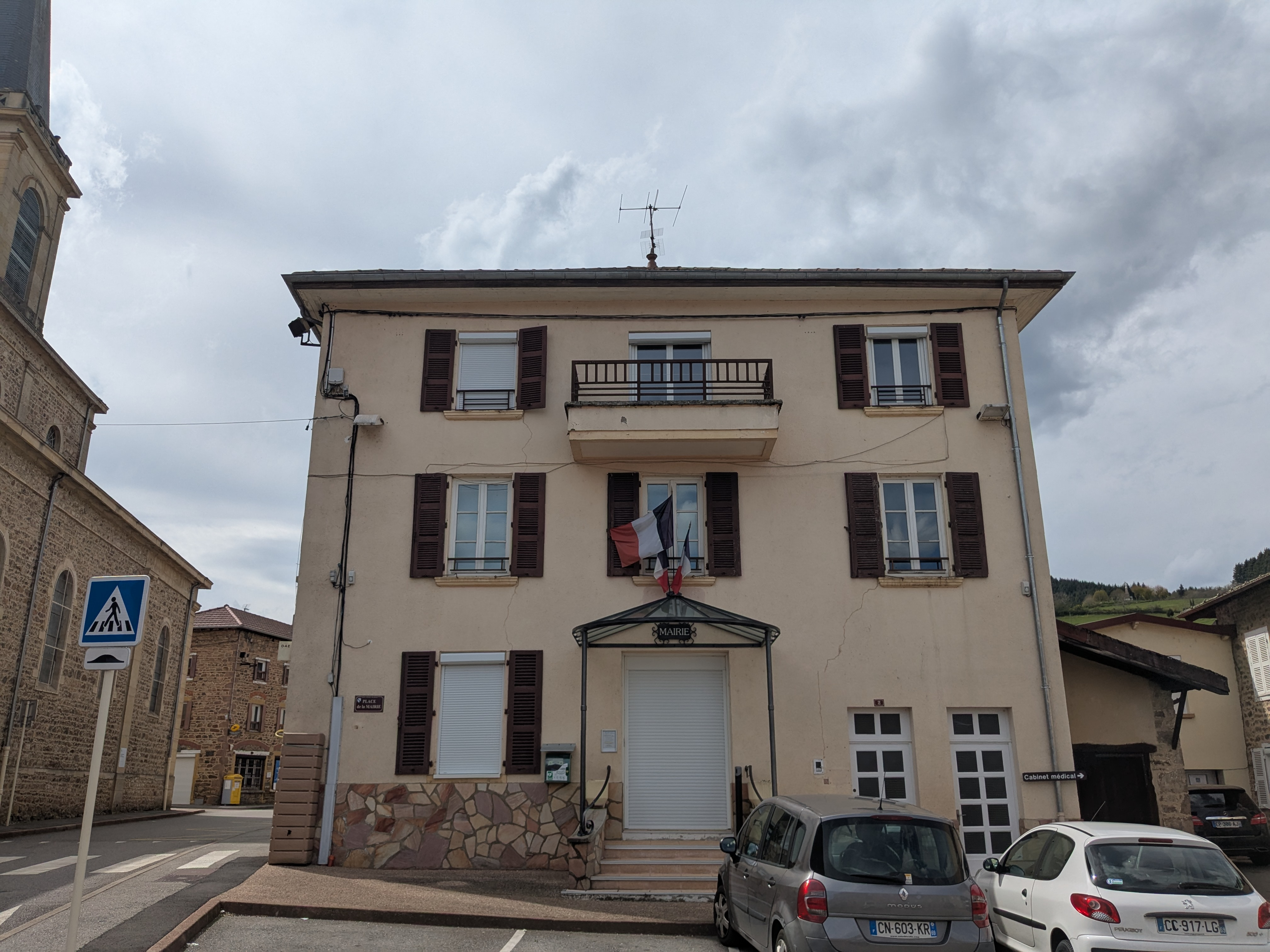
Vue de la mairie.

| Période | Période  | Identité              | Étiquette | Qualité |
| ------- | -------- | --------------------- | --------- | ------- |
|         | 2001     | Lucien Deveaux        |           |         |
| 2001    | 2014     | Marius Aulas          |           |         |
| 2014    | 2020     | Jean-Pierre Leita     |           |         |
| 2020    | En cours | Jean-François Terrier |           |         |

## Démographie
L'évolution du nombre d'habitants est connue à travers les recensements de la population effectués dans la commune depuis 1793. Pour les communes de moins de 10 000 habitants, une enquête de recensement portant sur toute la population est réalisée tous les cinq ans, les populations de référence des années intermédiaires étant quant à elles estimées par interpolation ou extrapolation. Pour la commune, le premier recensement exhaustif entrant dans le cadre du nouveau dispositif a été réalisé en 2007.

En 2022, la commune comptait 627 habitants, en évolution de −2,64 % par rapport à 2016 (Rhône : +3,93 %, France hors Mayotte : +2,11 %).
| 1793  | 1800 | 1806  | 1821  | 1831  | 1836  | 1841  | 1846  | 1851  |
| ----- | ---- | ----- | ----- | ----- | ----- | ----- | ----- | ----- |
| 1 085 | 990  | 1 309 | 1 273 | 1 966 | 2 771 | 2 694 | 2 516 | 2 060 |

| 1856  | 1861  | 1866  | 1872  | 1876  | 1881  | 1886  | 1891  | 1896  |
| ----- | ----- | ----- | ----- | ----- | ----- | ----- | ----- | ----- |
| 2 272 | 2 365 | 2 324 | 2 363 | 2 388 | 1 869 | 2 021 | 1 988 | 1 996 |

| 1901  | 1906  | 1911  | 1921  | 1926  | 1931  | 1936  | 1946  | 1954  |
| ----- | ----- | ----- | ----- | ----- | ----- | ----- | ----- | ----- |
| 1 980 | 1 953 | 1 824 | 1 403 | 1 378 | 1 341 | 1 223 | 1 076 | 1 051 |

| 1962 | 1968 | 1975 | 1982 | 1990 | 1999 | 2006 | 2007 | 2012 |
| ---- | ---- | ---- | ---- | ---- | ---- | ---- | ---- | ---- |
| 918  | 856  | 776  | 757  | 711  | 650  | 675  | 679  | 671  |

| 2017 | 2022 | - | - | - | - | - | - | - |
| ---- | ---- | - | - | - | - | - | - | - |
| 630  | 627  | - | - | - | - | - | - | - |

## Lieux et monuments
- La madone : Elle fut construite de 1879 à 1882 par le curé Bourdelin qui donna la somme d'argent de 15 000 francs-or pour la faire édifier. C'est pour cette raison que celui-ci fut inhumé sous la chapelle.
- le plan d'eau des Filatures

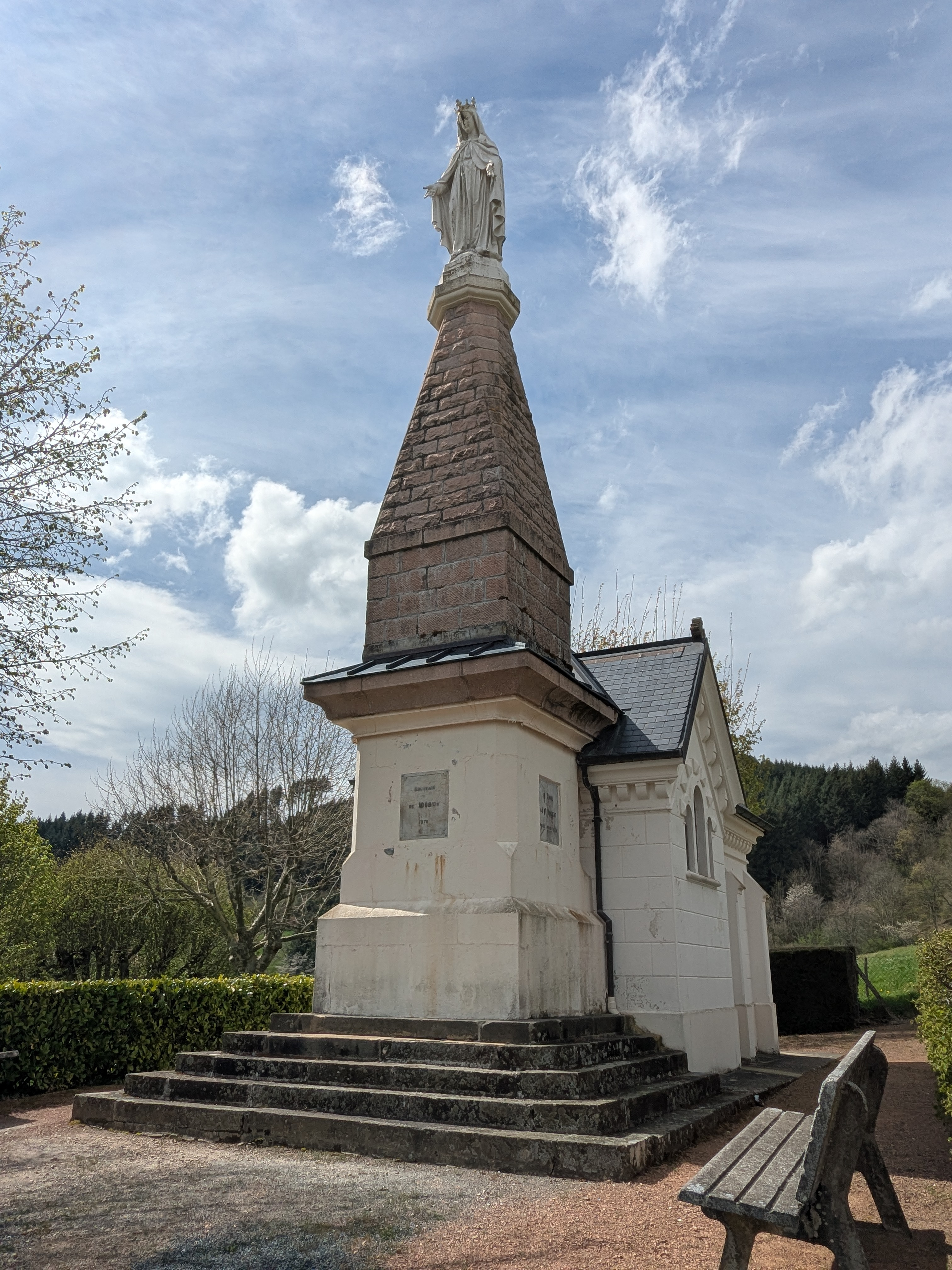
La Madone et sa chapelle, surplombant le village.
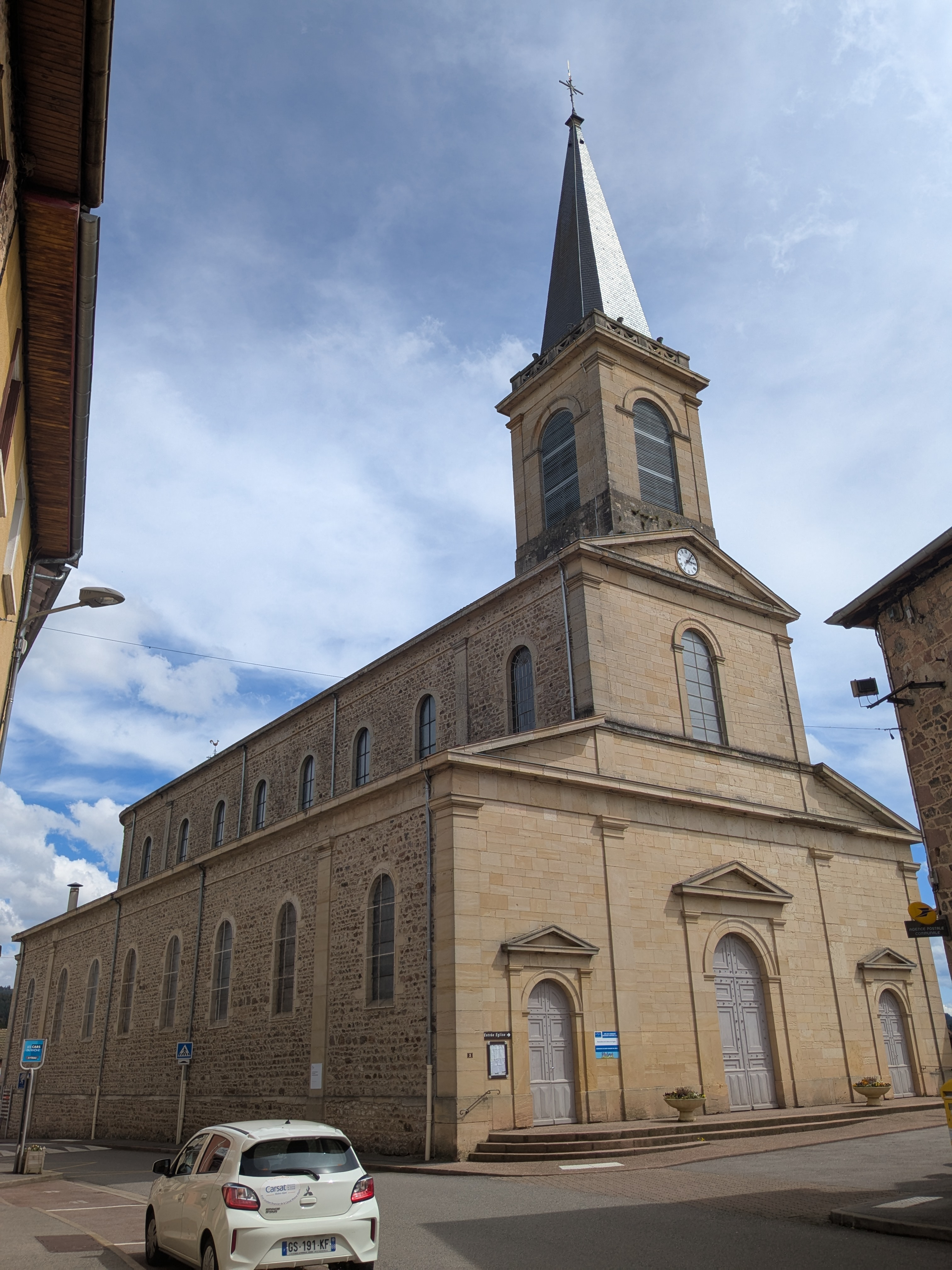
L'église Saint-Vincent.
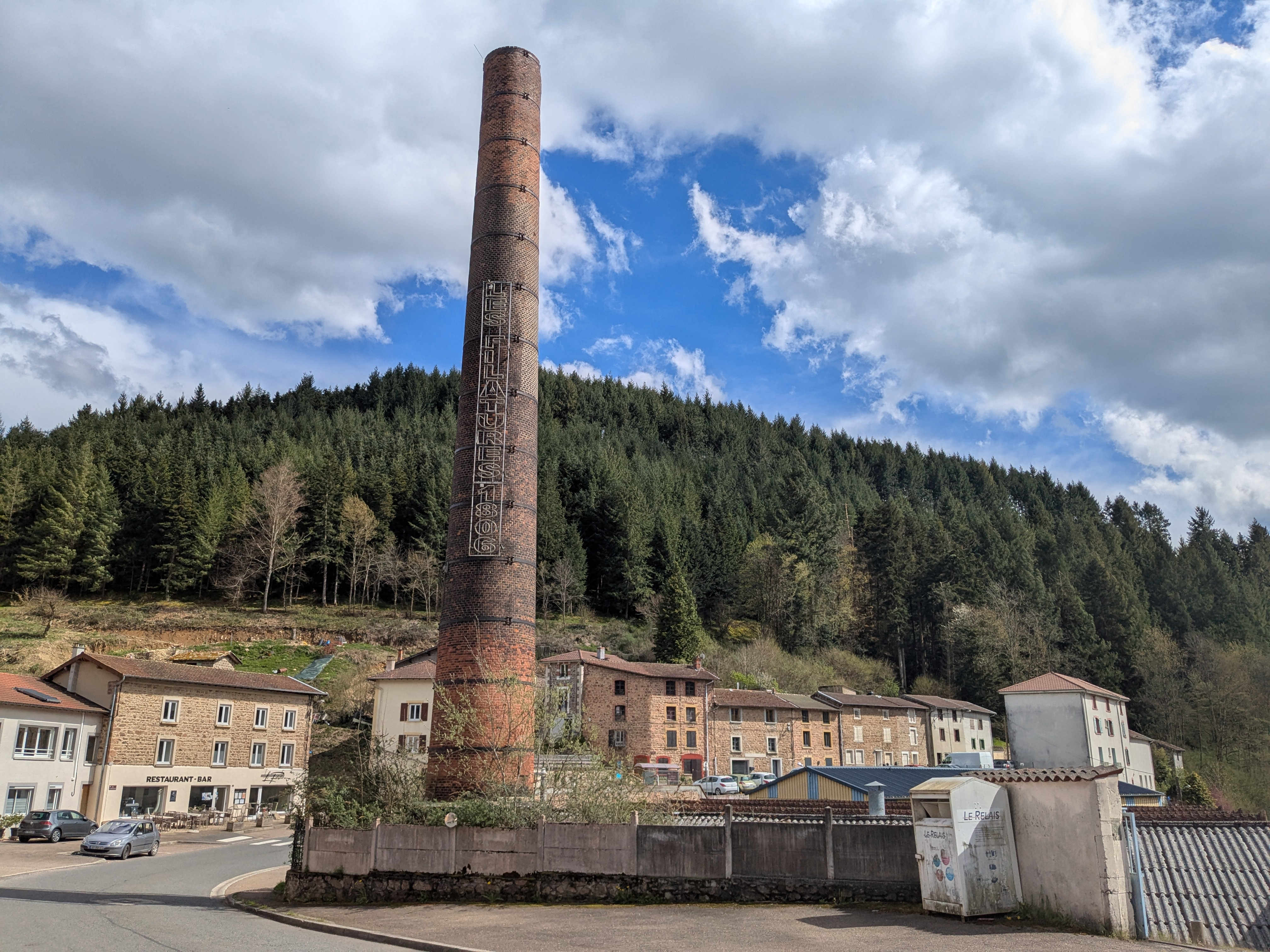
La cheminée du hameau des Filatures.

## Personnalités liées à la commune
- Julien Lacroix, homme politique né le 31 mars 1800 à Saint-Vincent-de-Reins (Rhône) et mort le 15 janvier 1880 à Villemontais (Loire).
- Augustin Lacroix, homme politique né le 20 décembre 1803 à Saint-Vincent-de-Reins (Rhône) et décédé le 20 septembre 1875 à La Clayette (Saône-et-Loire).